# Ленинский район (Тамбов)
Ленинский район — внутригородской район в юго-восточной части города Тамбова.

## Население
| 1979    | 1989    | 1991    | 1996    | 2002    | 2009    | 2010    |
| ------- | ------- | ------- | ------- | ------- | ------- | ------- |
| 49 610  | ↘49 431 | ↘43 500 | ↗44 300 | ↘41 688 | ↘37 673 | ↗38 347 |
| 2011    | 2013    | 2016    | 2017    | 2018    | 2019    | 2020    |
| ↘38 100 | ↘36 500 | ↘34 800 | ↘34 600 | ↗35 200 | ↘33 800 | →33 800 |
| 2021    |         |         |         |         |         |         |
| ↘30 117 |         |         |         |         |         |         |

## История
В 1938 году в Тамбове были образованы 3 района, в том числе и Ленинский.